# Sant Martí de Riucorb
Sant Martí de Riucorb è un comune spagnolo situato nella comunità autonoma della Catalogna.